# Lijst van garnizoenscommandanten van Maastricht
Hieronder volgt de lijst van garnizoenscommandanten van Maastricht. Van 1814 tot 1868 was de functie plaatselijk commandant, van 1868 tot 1940 garnizoenscommandant.
Op 5 mei 1814 werd Maastricht in bezit genomen namens de prins van Oranje, waarna bijna 2000 soldaten uit Bergen op Zoom onder leiding van generaal-majoor G.A. baron De Constant-Villars in de stad werd gelegerd. Hij werd gouverneur der vesting. Generaal-majoor Van der Maesen werd aangesteld als plaatselijk commandant, in rang gelijk aan een provinciaal commandant.
Op 16 september 1830 werd generaal B.J.C. Dibbets benoemd tot opperbevelhebber van de vesting, waardoor hij boven de plaatselijk commandant werd geplaatst. Na diens overlijden in 1839 bleef deze functie weliswaar bestaan, maar door het einde van de staat van beleg was het prestige van de functie verminderd. Met het opheffen van de vesting Maastricht op 27 mei 1867 verviel ook de functie van opperbevelhebber. Op 22 april 1868 werd ook de functie van plaatselijk commandant opgeheven, al bleef deze wel bestaan onder de functienaam garnizoenscommandant. Deze functie bleef bestaan tot de Tweede Wereldoorlog.

## Plaatselijk commandanten

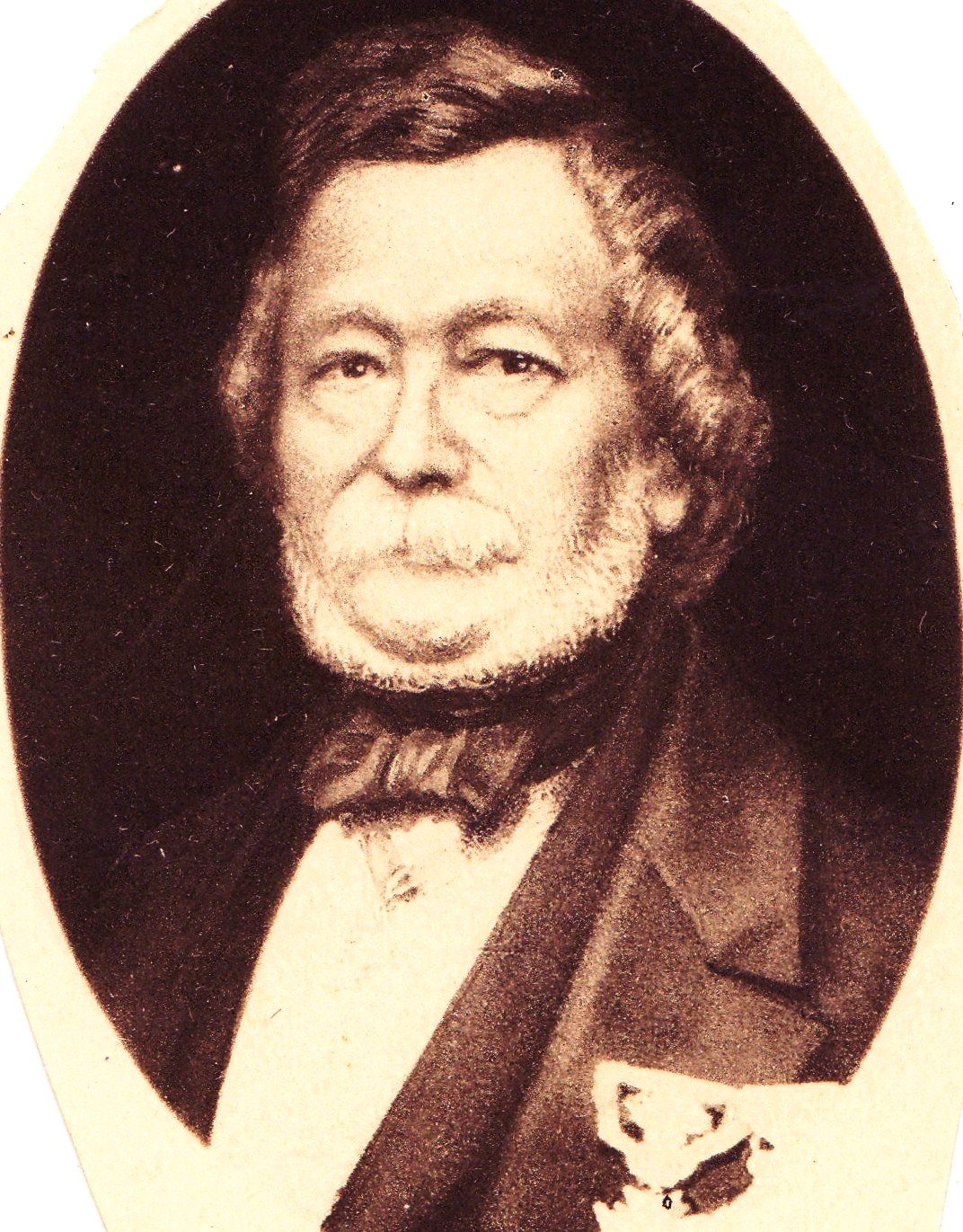
Generaal-majoor A.L. Akersloot van Houten

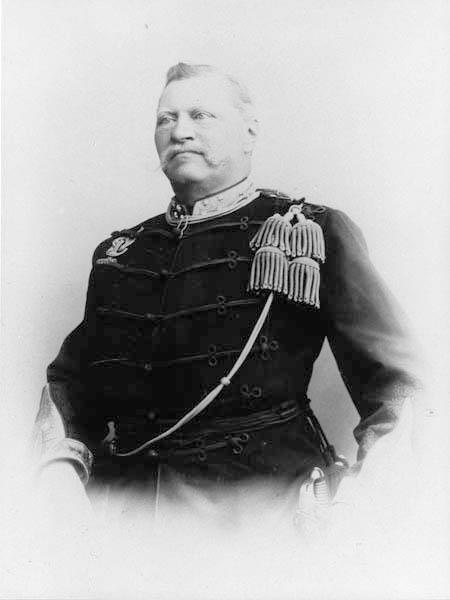
Kolonel J.J.C. Peperkamp

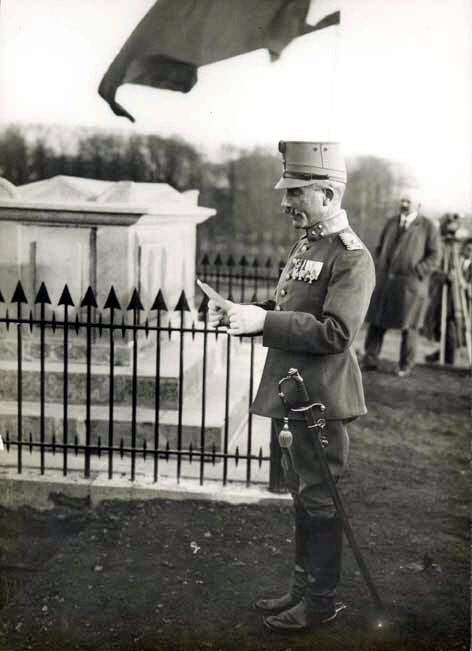
Luitenant-kolonel E.J.M. Ochsendorf tijdens een speech in het Waldeckpark in 1925

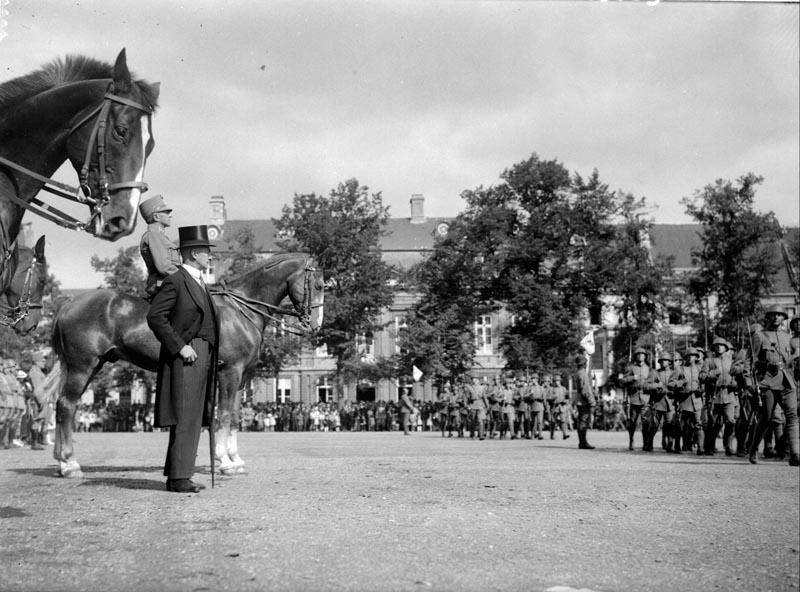
Luitenant-kolonel P. Keg te paard bij een parade op het Vrijthof in 1936

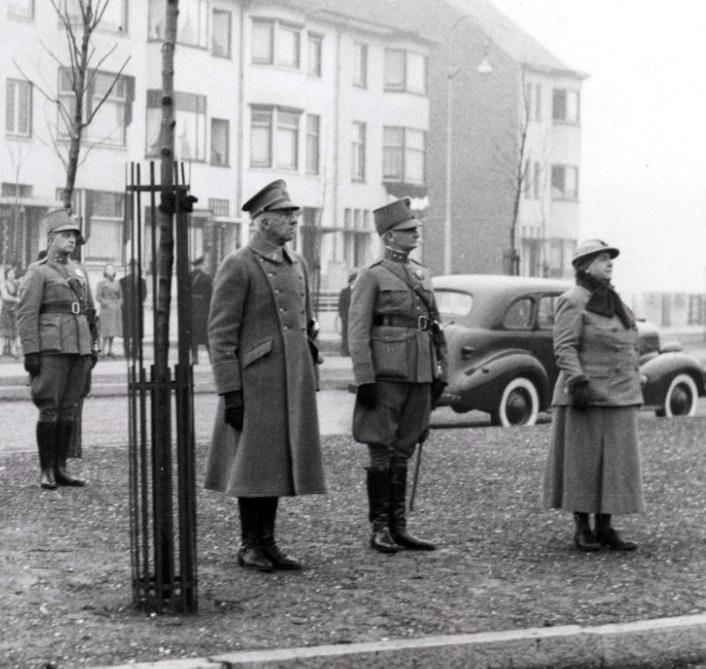
Luitenant-kolonel A. Govers (naast koningin Wilhelmina) bij een defilé op het Koningsplein, feb. 1940

| Periode   | Commandant                                |
| --------- | ----------------------------------------- |
| 1814-1815 | generaal-majoor jhr. M.J.N van der Maesen |
| 1815-1820 | kolonel graaf F. de Dam                   |
| 1820-1821 | generaal-majoor A.L. Akersloot van Houten |
| 1821-1840 | kolonel (1833 generaal-majoor) G.F. Brade |
| 1840-1843 | luitenant-kolonel J. Sijbers              |
| 1843-1848 | kolonel F.R. Mollinger                    |
| 1848-1853 | kolonel D.E. Wilhelmi                     |
| 1854      | kolonel L.T.F.W. baron van Boecop         |
| 1854-1856 | kolonel W.P. Kamps                        |
| 1856-1866 | kolonel A.A. König                        |
| 1866-1868 | kolonel L.E. Werner                       |

## Garnizoenscommandanten
| Periode   | Commandant                                              |
| --------- | ------------------------------------------------------- |
| 1868-1872 | kolonel A.W.Ph. Weitzel                                 |
| 1872-1874 | kolonel J.F. Beekman                                    |
| 1874      | majoor J.F. Meyer                                       |
| 1875      | kolonel P.J. de Vassy                                   |
| 1875-1876 | majoor G.M. van de Pol                                  |
| 1876-1878 | majoor (1878 luitenant-kolonel) G.J. ten Raa            |
| 1878-1880 | luitenant-kolonel B.J. baron Mulert tot de Leemcule     |
| 1880-1882 | kolonel A.F. Beyen                                      |
| 1882-1886 | kolonel H.M. Verkouteren                                |
| 1886-1890 | kolonel J.J.C. Peperkamp                                |
| 1890-1892 | kolonel J.H. Michaelis                                  |
| 1892-1893 | luitenant-kolonel J.G. Arensma                          |
| 1893-1894 | luitenant-kolonel E.B.H. Frackers                       |
| 1894-1895 | majoor W.J. van der Hoeven                              |
| 1895-1898 | majoor (1896 luitenant-kolonel) jonkheer A.C.J. Wittert |
| 1898-1900 | majoor J.J.G. baron van Voorst tot Voorst               |
| 1900-1901 | majoor G.A. Buhlman                                     |
| 1901-1907 | majoor (1903 luitenant-kolonel) J.F. Oberholzer         |
| 1907-1912 | majoor (1910 luitenant-kolonel) H. Spanjaerdt Speekman  |
| 1912-1913 | luitenant-kolonel J.W. van Alphen                       |
| 1913-1915 | luitenant-kolonel J.F.T. Bloem                          |
| 1915-1918 | majoor (1916 luitenant-kolonel) I.H. Boeye              |
| 1918-1920 | luitenant-kolonel G. van Straaten                       |
| 1920-1923 | luitenant-kolonel C.F. Muschart                         |
| 1923-1924 | luitenant-kolonel E. Dyserinck                          |
| 1924-1927 | luitenant-kolonel E.J.M. Ochsendorf                     |
| 1927-1928 | luitenant-kolonel H. Zeeman                             |
| 1928-1932 | luitenant-kolonel Rooseboom                             |
| 1932-1935 | luitenant-kolonel A.A. van Nynatten                     |
| 1935-1937 | luitenant-kolonel P. Keg                                |
| 1937-1939 | luitenant-kolonel A. Govers                             |
| 1939-1940 | luitenant-kolonel G. Greidanus                          |